# Lars Hedén
Lars Allan Hedén (* 4. September 1934) ist ein schwedischer ehemaliger Fußballspieler und -trainer. 

## Werdegang
Hedén wuchs in Vänersborg auf und betätigte sich in verschiedenen Sportarten. So trat er für den Vänersborgs BTK als Tischtennisspieler, für KFUM Trollhättan als Handballspieler sowie für Vänersborgs IF als Bandy- und Fußballspieler. Mitte der 1950er Jahre fiel er den Verantwortlichen der Fußballmannschaft des AIK bei einem Vorbereitungsspiel auf, so dass er im Sommer 1955 den Verein wechselte. In der Allsvenskan debütierte er jedoch erst im Sommer des folgenden Jahres, in der Spielzeit 1956/57 bestritt er an der Seite von Kurt Liander, Jörgen Ekengren, Leif Skiöld, Göran Åslin und Björn Anlert neun Erstligaspiele und erzielte dabei zwei Tore.  Parallel zu seiner Fußballkarriere studierte er an der Königlich Technischen Hochschule in Stockholm.
Im Sommer 1957 kehrte Hedén zu seinem Heimatverein Vänersborgs IF zurück. 1960 zog es ihn beruflich nach Borås, wo er eine Anstellung beim Gatukontoret fand. Entsprechend wechselte er den Verein und schloss sich Anfang 1960 dem Zweitligisten Norrby IF an, für den er bis 1968 auflief. Zwischen 1964 und 1967 spielte er mit dem Klub bis zum Wiederaufstieg drittklassig. Nach einer Stippvisite bei Vänersborgs IF 1969 kehrte er zum mittlerweile Norrby IF als Spielertrainer zurück, mit dem er 1970 aus der zweiten Liga abstieg. 1972 beendete er seine aktive Laufbahn und war parallel zu seiner Tätigkeit beim Gatukontoret in den folgenden Jahren bei verschiedenen Vereinen als hauptamtlicher Trainer tätig.
Zunächst übernahm Hedén 1973 den Erstligisten IF Elfsborg, der aus der zweiten Liga aufgestiegen war. Unter einer Leitung belegte die Mannschaft um Spieler wie Leif Målberg, Bengt Andersen, Thomas Ahlström, Leif Gustavsson und Christer Hellqvist Plätze im mittleren Tabellenbereich. 1976 kehrte er zum seinerzeitigen Zweitligisten Norrby IF zurück, nach zwei Spielzeiten zog er innerhalb der Südstaffel der zweithöchsten Spielklasse zum Göteborger Klub GAIS weiter. 1980 übernahm er den Grimsås IF, 1982 kehrte er zum IF Elfsborg zurück. Hier war er bis 1984 für die Mannschaftsaufstellung zuständig, parallel arbeitete er zeitweise als Betreuer der B-Nationalmannschaft des Svenska Fotbollförbundet.